# فويلة
'الفويلة أو الفُوْح أو الفاس أو فالاقينوس أو عدس مر' (الاسم العلمي: Hedysarum) هي جنس من النباتات يتبع الفصيلة البقولية من رتبة الفوليات.

## أنواع
يوجد عدة أنواع من جنس الفويلة:
- فويلة شائكة (الاسم العلمي:Hedysarum aculeatum)
- فويلة حادة الأوراق (الاسم العلمي:Hedysarum acutifolium)
- فويلة آلاياوية (الاسم العلمي:Hedysarum alaicum)
- فويلة ألبية (الاسم العلمي:Hedysarum alpinum)
- فويلة فضية (الاسم العلمي:Hedysarum argyreum)
- فويلة فضية الأوراق (الاسم العلمي:Hedysarum argyrophyllum)
- فويلة أرمنية (الاسم العلمي:Hedysarum armenum)
- فويلة جنوب سيبيرية (الاسم العلمي:Hedysarum austrosibiricum)
- فويلة بيكالية (الاسم العلمي:Hedysarum baicalense)
- فويلة بالجوفونية (الاسم العلمي:Hedysarum baldshuanicum)
- فويلة شمالية (الاسم العلمي:Hedysarum boreale)
- فويلة قصير الأجنحة (الاسم العلمي:Hedysarum brachypterum)
- فويلة بخارية (الاسم العلمي:Hedysarum bucharicum)
- فويلة كشميرية (الاسم العلمي:Hedysarum cachemirianum)
- فويلة كبادوكية (الاسم العلمي:Hedysarum cappadocicum)
- فويلة لحمية (الاسم العلمي:Hedysarum carnosum)
- فويلة قوقازية (الاسم العلمي:Hedysarum caucasicum)
- فويلة صينية (الاسم العلمي:Hedysarum chinense)
- فويلة إكليلية (الاسم العلمي:Hedysarum coronarium)
- فويلة داغستانية (الاسم العلمي:Hedysarum daghestanicum)
- فويلة صوفية الثمار (الاسم العلمي:Hedysarum dasycarpum)
- فويلة مسننة (الاسم العلمي:Hedysarum denticulatum)
- فويلة أنيقة (الاسم العلمي:Hedysarum elegans)
- فويلة طحينية (الاسم العلمي:Hedysarum farinosum)
- فويلة فرغانية (الاسم العلمي:Hedysarum ferganense)
- فويلة صفراء (الاسم العلمي:Hedysarum flavescens)
- فويلة كهرمانية (الاسم العلمي:Hedysarum flavum)
- فويلة متعرجة (الاسم العلمي:Hedysarum flexuosum)
- فويلة جميلة (الاسم العلمي:Hedysarum formosum)
- فويلة شجيرية (الاسم العلمي:Hedysarum fruticosum)
- فويلة محبة للملح (الاسم العلمي:Hedysarum halophilum)
- فويلة إيبيرية (الاسم العلمي:Hedysarum ibericum)
- فويلة إليانية (الاسم العلمي:Hedysarum iliense)
- فويلة كوتشية (الاسم العلمي:Hedysarum kotschyi)
- فويلة ليمانية (الاسم العلمي:Hedysarum lehmannianum)
- فويلة بيضاء الأزهار (الاسم العلمي:Hedysarum leucanthum)
- فويلة مقدونية (الاسم العلمي:Hedysarum macedonicum)
- فويلة كبير الثمار (الاسم العلمي:Hedysarum macrocarpum)
- فويلة بهية (الاسم العلمي:Hedysarum magnificum)
- فويلة غشائية (الاسم العلمي:Hedysarum membranaceum)
- فويلة صغيرة الكأسية (الاسم العلمي:Hedysarum microcalyx)
- فويلة صغيرة الأجنحة (الاسم العلمي:Hedysarum micropterum)
- فويلة أحادية الأوراق (الاسم العلمي:Hedysarum monophyllum)
- فويلة جبلية (الاسم العلمي:Hedysarum montanum)
- فويلة مهملة (الاسم العلمي:Hedysarum neglectum)
- فويلة غربية (الاسم العلمي:Hedysarum occidentale)
- فويلة شاحبة (الاسم العلمي:Hedysarum pallidum)
- فويلة فراشية (الاسم العلمي:Hedysarum papillosum)
- فويلة صغير الأزهار (الاسم العلمي:Hedysarum parviflorum)
- فويلة صغيرة (الاسم العلمي:Hedysarum parvum)
- فويلة ريشية (الاسم العلمي:Hedysarum plumosum)
- فويلة بوبوفية (الاسم العلمي:Hedysarum popovii)
- فويلة جميلة (الاسم العلمي:Hedysarum pulchrum)
- فويلة وردية (الاسم العلمي:Hedysarum roseum)
- فويلة سخالينية (الاسم العلمي:Hedysarum sachalinense)
- فويلة متجمعة (الاسم العلمي:Hedysarum scoparium)
- فويلة سكيمية (الاسم العلمي:Hedysarum sikkimense)
- فويلة باهرة (الاسم العلمي:Hedysarum splendens)
- فويلة شبه جرداء (الاسم العلمي:Hedysarum subglabrum)
- فويلة تايبيه (الاسم العلمي:Hedysarum taipeicum)
- فويلة طشقندي (الاسم العلمي:Hedysarum taschkendicum)
- فويلة طوروسي (الاسم العلمي:Hedysarum tauricum)
- فويلة هشة الأوراق (الاسم العلمي:Hedysarum tenuifolium)
- فويلة تيبتية (الاسم العلمي:Hedysarum tibeticum)
- فويلة قطعاء (الاسم العلمي:Hedysarum truncatum)
- فويلة تركستانية (الاسم العلمي:Hedysarum turkestanicum)
- فويلة أوكرانية (الاسم العلمي:Hedysarum ucrainicum)
- فويلة متغيرة (الاسم العلمي:Hedysarum varium)
- (الاسم العلمي:Hedysarum aculeolatum)
- (الاسم العلمي:Hedysarum algidum)
- (الاسم العلمي:Hedysarum amankutanicum)
- (الاسم العلمي:Hedysarum angrenicum)
- (الاسم العلمي:Hedysarum astragaloides)
- (الاسم العلمي:Hedysarum atropatanum)
- (الاسم العلمي:Hedysarum austrokurilense)
- (الاسم العلمي:Hedysarum balchanense)
- (الاسم العلمي:Hedysarum bectauatavicum)
- (الاسم العلمي:Hedysarum bellevii)
- (الاسم العلمي:Hedysarum biebersteinii)
- (الاسم العلمي:Hedysarum bordzilovskyi)
- (الاسم العلمي:Hedysarum boutignyanum)
- (الاسم العلمي:Hedysarum boveanum)
- (الاسم العلمي:Hedysarum brahuicum)
- (الاسم العلمي:Hedysarum branthii)
- (الاسم العلمي:Hedysarum callithrix)
- (الاسم العلمي:Hedysarum campylocarpon)
- (الاسم العلمي:Hedysarum candidum)
- (الاسم العلمي:Hedysarum chaitocarpum)
- (الاسم العلمي:Hedysarum chaiyrakanicum)
- (الاسم العلمي:Hedysarum chalchorum)
- (الاسم العلمي:Hedysarum chantavicum)
- (الاسم العلمي:Hedysarum cisbaicalense)
- (الاسم العلمي:Hedysarum cisdarvasicum)
- (الاسم العلمي:Hedysarum citrinum)
- (الاسم العلمي:Hedysarum consanguineum)
- (الاسم العلمي:Hedysarum cretaceum)
- (الاسم العلمي:Hedysarum criniferum)
- (الاسم العلمي:Hedysarum cumuschtanicum)
- (الاسم العلمي:Hedysarum dahuricum)
- (الاسم العلمي:Hedysarum damghanicum)
- (الاسم العلمي:Hedysarum daraut-kurganicum)
- (الاسم العلمي:Hedysarum dentatoalatum)
- (الاسم العلمي:Hedysarum dmitrievae)
- (الاسم العلمي:Hedysarum drobovii)
- (الاسم العلمي:Hedysarum dshambulicum)
- (الاسم العلمي:Hedysarum elbursense)
- (الاسم العلمي:Hedysarum elymaiticum)
- (الاسم العلمي:Hedysarum enaffae)
- (الاسم العلمي:Hedysarum falconeri)
- (الاسم العلمي:Hedysarum fallacinum)
- (الاسم العلمي:Hedysarum fistulosum)
- (الاسم العلمي:Hedysarum gmelinii)
- (الاسم العلمي:Hedysarum gypsaceum)
- (الاسم العلمي:Hedysarum hedysaroides)
- (الاسم العلمي:Hedysarum hemithamnoides)
- (الاسم العلمي:Hedysarum hyrcanum)
- (الاسم العلمي:Hedysarum inundatum)
- (الاسم العلمي:Hedysarum iomuticum)
- (الاسم العلمي:Hedysarum jaxarticum)
- (الاسم العلمي:Hedysarum jaxartucirdes)
- (الاسم العلمي:Hedysarum jinchuanense)
- (الاسم العلمي:Hedysarum kamcziraki)
- (الاسم العلمي:Hedysarum kamelinii)
- (الاسم العلمي:Hedysarum kandyktassicum)
- (الاسم العلمي:Hedysarum karataviense)
- (الاسم العلمي:Hedysarum kasteki)
- (الاسم العلمي:Hedysarum kemulariae)
- (الاسم العلمي:Hedysarum kirghisorum)
- (الاسم العلمي:Hedysarum kopetdaghi)